# Doktorandkommittén vid Sveriges förenade studentkårer
Doktorandkommittén vid Sveriges förenade studentkårer (SFS-DK) är Sveriges förenade studentkårers särskilda organ för forsknings- och forskarutbildningsfrågor. Doktorandkommittén vid Sveriges förenade studentkårer är dessutom en nationell samarbetsplattform för de kåraktiva doktoranderna, som gör det möjligt för doktorander från olika universitet och högskolor att mötas och utbyta erfarenheter. Kommittén ansvarar också för nationell utbildningsbevakning av frågor som rör doktorander och forskarutbildningen och de sprider dessutom på olika sätt information om doktoranders speciella situation till bland annat politiker och beslutsfattare, till exempel via remissvar. SFS-DK består av ledamöter från olika högskolor och kommittén är öppen även för doktorander vars studentkår inte är medlem i SFS. Sveriges förenade studentkårer, SFS, är en sammanslutning av studentkårer vid Sveriges universitet och högskolor. Medlemskap i SFS är frivilligt för kårerna. Tidigare fanns även nätverket Sveriges doktorander (SDok), men det har sedan 2008 uppgått i SFS-DK.
Kommittén består av åtta till tio ledamöter inräknat en ordförande och en eller två vice ordförande.

## Verksamhet
En del av arbetet bestod i att SFS-DK hjälpa doktorander vid landets lärosäten med examensrätt för forskarutbildningen att etablera och utveckla sina organisationer, och ett ökat deltagande från doktorandhåll i universitetens utvecklingsarbete beträffande forskarutbildningen och övriga organ. Genom SFS-DK har information och erfarenheter förmedlats som bland annat har lett till att fler doktorandorganisationer och universitet har insett behovet av att anställa doktorandombudsmän. SFS-DK har aktivt deltagit i den utbildningspolitiska debatten genom diverse skrivelser, remissvar, seminarier och sammanträden. Därutöver har SFS-DK, genom SDoK, varit initiativtagare till den europeiska doktorandorganisationen Eurodoc.

## Historik
Doktorandkommittén är en del av Sveriges förenade studentkårer som grundades 1921. Vid behovet av en nationell doktorandorganisation som bidrar till en förbättrad forskarutbildning i Sverige, och som främjar ett djupare samarbete och ökad informationsutbyte mellan landets doktorander, bildades Sveriges doktorander (SDok) den 29 april 1997. Behovet av en samlad doktorandröst bedömdes som akut i och med 1998 års forskarutbildningsreform. 
SDok organisation byggdes av ledamöter från samtliga lärosäten. Från varje lärosäte med examinationsrätt för forskarutbildningen utsågs en ledamot och en suppleant av den lokala doktorandorganisationen. Vid lärosätena verksamma doktorandombudsmän var till styrelsen ständigt adjungerade med yttrande- och förslagsrätt. Även representanter från doktorandföreningen vid Sveriges universitetslärarförbund (SULF) var adjungerade till styrelsemötena. 2008 upphörde SDok efter att den hade uppgått i SFS-DK . Mellan 2008 och 2019 väljs SFS-DK av SFS fullmäktige, innan dess utsågs den av SFS styrelse. Från år 2020 utses SFS-DK av SFS styrelse. 
Mellan åren 2008-2019 hade doktorandkommittén till uppgift att :
- ge förslag till SFS styrelse på proposition till nästa års verksamhetsplan.
- initiera och genomföra arrangemang och politiskt påverkansarbete som rör doktorander och forskningsfrågor.
- företräda SFS externt i frågor som rör doktorander och forskningsfrågor.
- aktivt arbeta för att artikulera den samlade rösten för doktorander i Sverige.

Tidigare valda presidialer mellan 2008 och 2025 
| År      | Ordförande                            | Vice ordförande                          |
| 2024/25 | Topias Tolonen-Weckström              | Laura Cox och Sanskriti Chattopadhyay    |
| 2023/24 | Topias Tolonen-Weckström (då Tolonen) | Sanskriti Chattopadhyay och Meryem Saadi |
| 2022/23 | Linnéa Carlsson                       |                                          |
| 2021/22 | Pil Maria Saugmann                    |                                          |
| 2020/21 | Pil Maria Saugmann                    |                                          |
| 2019/20 | Pil Maria Saugmann                    |                                          |
| 2018/19 | Tage Mohammadat (nu Magnusson)        | Sharmin Söderström (då Ahmed)            |
| 2017/18 | Paul Borenberg                        |                                          |
| 2016/17 | Fredrik Lindeberg                     | Houman Sadri                             |
| 2015/16 | Ulrica Lundström                      |                                          |
| 2014/15 | Ewa Axelsson                          |                                          |
| 2013/14 | Johan Svantesson Sjöberg              | Pedro de Felipe (tillförordnad)          |
| 2012/13 | Axel Israelsson                       |                                          |
| 2011/12 | Benjamin Ulfenborg                    | Åsa Samuelsson (tillförordnad)           |
| 2010/11 | Odd Runevall                          |                                          |
| 2009/10 | Martin Dackling                       | Moa Ekbom och Rickard Jolestrå           |
| 2008/09 | Alexander Engström                    | Martin Persson                           |